# 非对称

对称与非对称

非对称（英語：Asymmetry），或稱不對稱，是对称的不存在或违反對稱。无论在实体或抽象系统中，非对称都是一个重要属性，它在不同学科领域中可以用更为精确或優美的术语来指代。人为制造的非對稱会在系统中产生重要影响。